# Urszula Radwańská
Urszula Radwańská (* 7. prosince 1990 Ahaus, Německo) je polská profesionální tenistka, která vstoupila na okruh ITF v sezóně 2005, profesionálkou je od téhož roku. Převážnou část kariéry strávila do prosince roku 2008 na okruhu ITF, kde získala v roce 2006 první titul na turnaji v Bathu. V rámci okruhu ITF získala do června 2021 sedm titulů ve dvouhře a deset titulů ve čtyřhře. V rámci okruhu WTA pouze jeden titul ve čtyřhře, který získala na turnaji v Istanbulu se svou starší sestrou Agnieszkou Radwańskou, která byla rovněž profesionální tenistkou.
Na žebříčku WTA byla ve dvouhře nejvýše klasifikována v říjnu 2012, kdy byla na 29. místě, ve čtyřhře v září 2009 na 74. místě.
V juniorské kategorii vyhrála juniorku Wimbledonu 2007. Získala také titul ve čtyřhře na French Open 2007, ve Wimbledonu 2007, a na US Open 2007. Na konci roku 2007 byla vyhlášená ITF juniorskou mistryní světa.
V polském fedcupovém týmu debutovala v roce 2006 utkáním základního bloku 2. skupiny zóny Evropy a Afriky proti Portugalsku, v němž vyhrála dvouhru nad Nogueriovou. Do roku 2014 v soutěži nastoupila k devatenácti mezistátním utkáním s bilancí 11–9 ve dvouhře a 3–2 ve čtyřhře.
Polsko také reprezentovala na LOH v Londýně 2012, kde došla do druhého kola dvouhry, ve kterém prohrála s pozdější olympijskou vítězkou, Serenou Williamsovou 6–2, 6–3. Se svou sestrou hrála také čtyřhru, ve které vypadly ve druhém kole, když byly vyřazeny nejvýše nasazeným párem Huberová a Raymondová 6–4, 7–6.

## Finálové účasti na turnajích WTA Tour
| Legenda                                         |
| ----------------------------------------------- |
| D – dvouhra; Č – čtyřhra                        |
| Grand Slam (0)                                  |
| WTA Tour Championships (0)                      |
| Tier I / Premier Mandatory & Premier 5 (0)      |
| Tier II / Premier (0–0 D; 0–0 Č)                |
| Tier III, IV & V / International (0–2 D; 1–0 Č) |

### Dvouhra: 0 (0–1)
| Stav       | Č. | Datum         | Turnaj                       | Povrch | Soupeřka ve finále | Výsledek |
| ---------- | -- | ------------- | ---------------------------- | ------ | ------------------ | -------- |
| Finalistka | 1. | červen 2012   | 's-Hertogenbosch, Nizozemsko | tráva  | Naděžda Petrovová  | 3–6, 4–6 |
| Finalistka | 2  | červenec 2015 | Istanbul, Turecko            | tvrdý  | Lesja Curenková    | 5–7, 1–6 |

### Čtyřhra: 1 (1–0)
| Stav    | Č. | Datum       | Turnaj            | Povrch | Spoluhráčka         | Soupeřky ve finále          | Výsledek |
| ------- | -- | ----------- | ----------------- | ------ | ------------------- | --------------------------- | -------- |
| Vítězka | 1. | květen 2007 | Istanbul, Turecko | antuka | Agnieszka Radwańska | Čan Jung-žan Sania Mirzaová | 6–1, 6–3 |

## Tituly na okruhu ITF
| Dotace turnajů okruhu ITF | Dotace turnajů okruhu ITF |
| ------------------------- | ------------------------- |
| 100 000 $ tournaments     |                           |
| 75 000 $ tournaments      |                           |
| 50/60 000 $ tournaments   |                           |
| 25 000 $ tournaments      |                           |
| 10 000 $ tournaments      |                           |

### Dvouhra (7 titulů)
| č. | datum         | turnaj                         | povrch    | soupeřka ve finále   | výsledek         |
| -- | ------------- | ------------------------------ | --------- | -------------------- | ---------------- |
| 1. | duben 2006    | Bath, Spojené království       | tvrdý (h) | Valérie Tétreaultová | 7–6(6), 6–2      |
| 2. | červenec 2008 | Vancouver, Kanada              | tvrdý     | Julie Coinová        | 2–6, 6–3, 7–5    |
| 3. | listopad 2010 | Ismaning, Německo              | koberec   | Andrea Hlaváčková    | 7–5, 6–4         |
| 4. | červen 2012   | Nottingham, Spojené království | tráva     | Coco Vandewegheová   | 6–1, 4–6, 6–1    |
| 5. | leden 2019    | Petit-Bourg, Guadeloupe        | tvrdý     | Ana Sofía Sánchezová | 6–1, 2–6, 6–1    |
| 6. | září 2019     | Clermont-Ferrand, Francie      | tvrdý (h) | Lara Saldenová       | 6–7(2), 6–3, 6–1 |
| 7. | únor 2021     | Moskva, Rusko                  | tvrdý (h) | Julija Hatouková     | 4–6, 6–3, 6–4    |

### Čtyřhra (10 titulů)
| Č.  | Datum         | Turnaj                       | Povrch    | Partnerka            | Soupeřky ve finále                                | Výsledek         |
| 1.  | srpen 2005    | Gdyně, Polsko                | antuka    | Agnieszka Radwańská  | Kateryna Avdijenková Natalia Bogdanova            | 6–1, 6–1         |
| 2.  | srpen 2005    | Kandřín-Kozlí, Polsko        | antuka    | Agnieszka Radwańská  | Renata Voráčová Sandra Záhlavová                  | 6–1, 6–4         |
| 3.  | únor 2006     | Buchen, Německo              | koberec   | Kateryna Avdijenková | Lucie Kriegsmannová Zuzana Zálabská               | bez boje         |
| 4.  | duben 2006    | Bath, Spojené království     | tvrdý (h) | Martina Babáková     | Marie-Perrine Baudouinová Karla Mrazová           | 6–3, 6–1         |
| 5.  | únor 2007     | Biberach an der Riß, Německo | tvrdý (h) | Nina Bratčikovová    | Sandra Martinovićová Darija Juraková Schreiberová | 6–2, 6–0         |
| 6.  | srpen 2007    | New York, Spojené státy      | tvrdý     | Lucie Hradecká       | Maria Korytcevová Darja Kustovová                 | 6–3, 1–6, 6–1    |
| 7.  | listopad 2007 | An-ning, Čína                | tvrdý     | Yanina Wickmayerová  | Chan Sin-jün Sü I-fan                             | 6–4, 6–1         |
| 8.  | listopad 2008 | Krakov, Polsko               | tvrdý (h) | Angelique Kerberová  | Sandra Zaniewská Olga Brózdová                    | 6–3, 6–2         |
| 9.  | červenec 2011 | Biarritz, Francie            | antuka    | Alexandra Panovová   | Roxane Vaisembergová Erika Semová                 | 6–2, 6–1         |
| 10. | květen 2012   | Cagnes-sur-Mer, Francie      | antuka    | Alexandra Panovová   | Renata Voráčová Katalin Marosiová                 | 7–5, 4–6, [10–6] |

## Juniorská finále na Grand Slamu

### Dvouhra: 2 (1–1)
| Stav       | Č. | Rok  | Turnaj    | Povrch | Soupeřka ve finále | Výsledek         |
| Vítězka    | 1. | 2007 | Wimbledon | tráva  | Madison Brengleová | 2–6, 6–3, 6–0    |
| Finalistka | 1. | 2007 | US Open   | tvrdý  | Kristína Kučová    | 3–6, 6–1, (4)6–7 |

### Čtyřhra: 4 (3–1)
| Stav       | Č. | Rok  | Turnaj          | Povrch | Spoluhráčka                | Soupeřky ve finále                   | Výsledek         |
| ---------- | -- | ---- | --------------- | ------ | -------------------------- | ------------------------------------ | ---------------- |
| Finalistka | 1. | 2007 | Australian Open | tvrdý  | Julia Cohenová             | Jevgenija Rodinová Arina Rodionovová | 6–2, 3–6, 1–6    |
| Vítězka    | 1. | 2007 | French Open     | antuka | Xenia Milevská             | Sorana Cîrsteaová Alexa Glatchová    | 6–1, 6–4         |
| Vítězka    | 2. | 2007 | Wimbledon       | tráva  | Anastasija Pavljučenkovová | Misaki Doiová Kurumi Naraová         | 6–4, 2–6, [10–7] |
| Vítězka    | 3. | 2007 | US Open         | tvrdý  | Xenia Milevská             | Oxana Kalašnikovová Xenia Lykinaová  | 6–1, 6–2         |

## Postavení na žebříčku WTA na konci sezóny

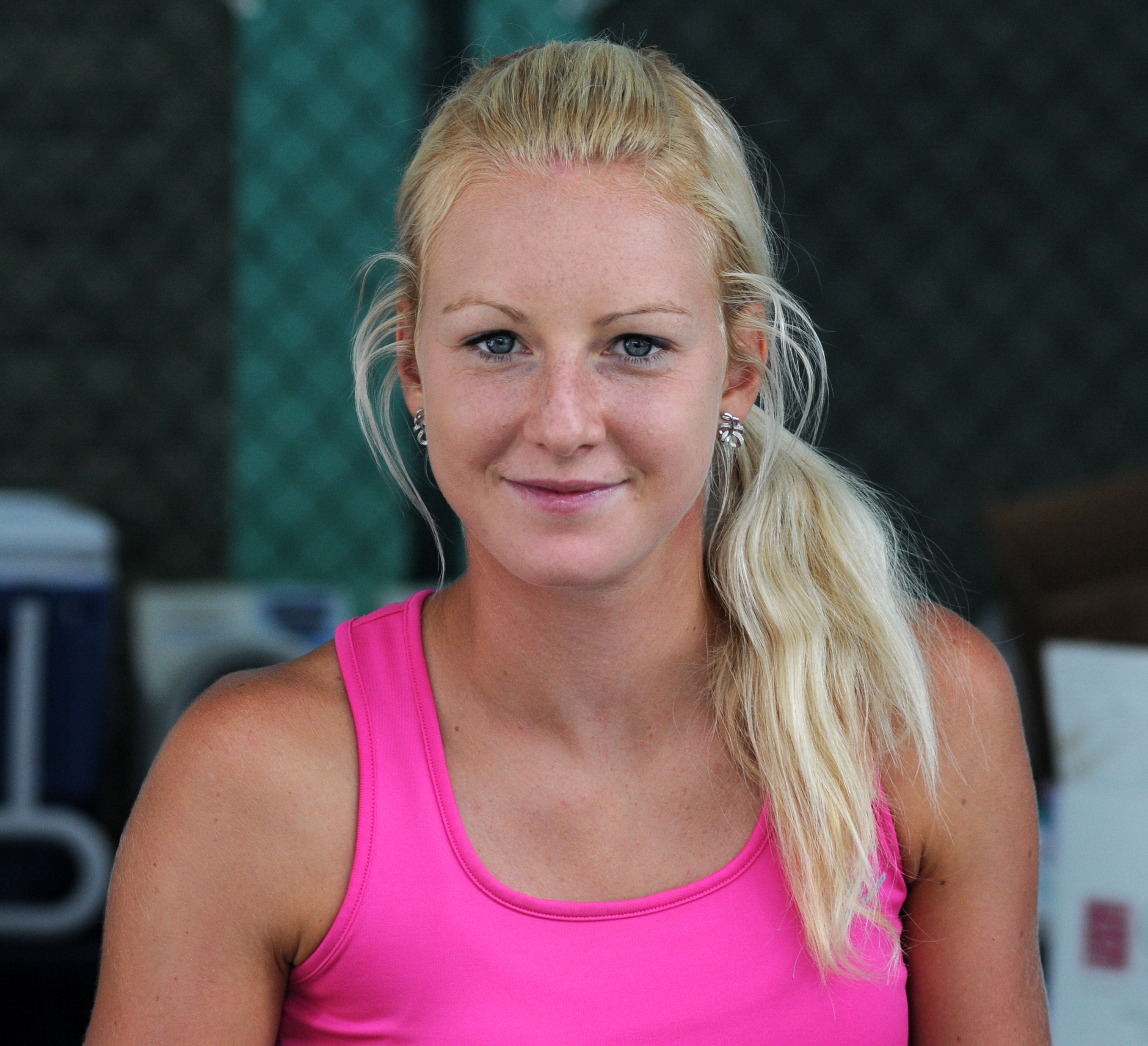
Během Mercury Insurance Open 2012

### Dvouhra
| Rok    | 2005  | 2006   | 2007   | 2008   | 2009  | 2010   | 2011   | 2012  |
| Pořadí | 1025. | ▲ 310. | ▲ 288. | ▲ 127. | ▲ 66. | ▼ 191. | ▲ 109. | ▲ 31. |

### Čtyřhra
| Rok    | 2005 | 2006   | 2007   | 2008   | 2009  | 2010   | 2011   | 2012  |
| Pořadí | 305. | ▲ 251. | ▲ 154. | ▲ 112. | ▲ 88. | ▼ 239. | ▲ 106. | ▲ 99. |